# Фантастична четвірка (фільм, 2015)
«Фантастична четвірка» (англ. Fantastic Four) — американський супергеройський бойовик 2015 року, знятий Джошем Тренком. У головних ролях фільму зіграли Майлз Теллер, Майкл Б. Джордан, Кейт Мара та Джеймі Белл. Стрічку знято на основі коміксу «Фантастична четвірка» та відповідних персонажів авторства Стена Лі і Джека Кірбі.
Вперше фільм продемонстрували 5 серпня 2015 року у Франції та інших країнах, а в США — 7 серпня. В Україні у кінопрокаті показ фільму відбувся 20 серпня 2015 року.

## Сюжет
Молодий дослідник Рід Річардс створює пристрій, що може перенести у паралельний світ. Він набирає до себе в групу брата і сестру Джонні і С'ю Штормів, а також Бена, щоб перейти в інший світ. Проте у результаті випробування сталась помилка і вони отримали надлюдські можливості.

## Творці фільму

### Знімальна група
Кінорежисер — Джош Тренк, сценаристами були Саймон Кінберг, Джеремі Слейтер і Тренк Тренк, кінопродюсерами — Грегорі Гудмен, Саймон Кінберг, Роберт Кульцер, Гатч Паркер і Меттью Вон, виконавчі продюсери — Аві Арад, Білл Баннерман і Стен Лі. Композитори: Марко Бельтрамі і Філіп Гласс, кінооператор — Меттью Єнсен, кіномонтаж: Елліот Грінберг і Стівен Е. Ривкін. Підбір акторів — Ронна Кресс, Художник-постановник: Моллі Г'юз і Кріс Сіджерс, артдиректор: Дуглас Каммінг, Том Фролін, Браян Кейн, Мігель Лопес-Кастільо, Ліза Васконселлос і Клінт Воллес, художник по костюмах — Джордж Л. Літтл.

### У ролях
| Актор             | Персонаж                                                                  | Роль                                                |
| ----------------- | ------------------------------------------------------------------------- | --------------------------------------------------- |
| Майлз Теллер      | Рід Річардс / Містер Фантастик англ. Dr. Reed Richards / Mister Fantastic | астроном-аматор                                     |
| Кейт Мара         | С'ю Шторм / Жінка-невидимка англ. Sue Storm / Invisible Woman             | зведена сестра Джонні                               |
| Майкл Б. Джордан  | Джонні Шторм / Людина-факел англ. Johnny Storm / Human Torch              | зведений брат С'ю                                   |
| Джеймі Белл       | Бен Грімм / Істота англ. Ben Grimm / Thing                                | друг Ріда                                           |
| Тобі Кеббелл      | Віктор ван Дум / Доктор Дум англ. Victor von Doom / Doctor Doom           | комп'ютерний технік і науковець                     |
| Рег Е. Кеті       | Франклін Шторм англ. Franklin Storm                                       | біологічний батько Джонні і прийомний батько Сью    |
| Тім Блейк Нельсон | Гарві Аллен англ. Dr. Harvey Allen                                        | вчений, який працює на уряд і тренує членів команди |
| Ден Кастелланета  | містер Кенні англ. Mr. Kenny                                              | вчитель Ріда                                        |
| Тім Гайдекер      | містер Річардс англ. Mr. Richards                                         | вітчим Ріда                                         |

## Сприйняття

### Критика
Станом на 4 серпня 2015 року рейтинг очікування фільму на сайті Rotten Tomatoes становив 97 % із 115 336 голосів, на Kino-teatr.ua — 9.60/10 (72 голоси).
Фільм отримав негативні відгуки: Rotten Tomatoes дав оцінку 8 % на основі 192 відгуків від критиків (середня оцінка 3,4/10) і 21 % від глядачів зі середньою оцінкою 2,1/5 (128 790 голосів). Загалом на сайті фільми має негативний рейтинг, фільму зарахований «гнилий помідор» від кінокритиків і «розсипаний попкорн» від глядачів, Internet Movie Database — 4,0/10 (37 752 голоси), Metacritic — 27/100 (40 відгуків критиків) і 2,5/10 від глядачів (401 голос). Загалом на цьому ресурсі від критиків і глядачів фільм отримав негативні відгуки.
Щомісячний журнал про кінематограф «Empire» сказав, що це жалюгідний фільм і поставив йому 2 зірки з 5, підсумувавши, що «Фантастична четвірка, перша частина двосерійного фільму, якого ви ще не могли не подивитись, завершується на оптимістичній, яку ви тільки й очікуєте у сиквелі, нотці. Проте як на оригінальну історію, вона вся оригінальна і не історія, є пуста, черства емоція до цієї нечастої чудової спроби Ноланізувати неблагополучну сім'ю Марвел».

### Касові збори
Під час показу у США, що розпочався 7 серпня 2015 року, протягом першого тижня фільм був показаний у 3 995 кінотеатрах і зібрав 25 685 737 $, що на той час дозволило йому зайняти 2 місце серед усіх прем'єр. Станом на 23 серпня 2015 року показ фільму триває 17 днів (2,4 тижня) і за цей час зібрав у прокаті у США 49 625 000 доларів США (за іншими даними 49 625 362 $), а у решті світу 80 800 000 $ (за іншими даними 60 100 000 $), тобто загалом 130 425 000 доларів США (за іншими даними 109 725 362 $) при бюджеті 120 млн доларів США.

### Нагороди і номінації
| Нагороди і номінації фільму «Фантастична четвірка» | Нагороди і номінації фільму «Фантастична четвірка» | Нагороди і номінації фільму «Фантастична четвірка» | Нагороди і номінації фільму «Фантастична четвірка»      | Нагороди і номінації фільму «Фантастична четвірка» |
| Рік                                                | Нагорода                                           | Категорія                                          | Номінант                                                | Результат                                          |
| -------------------------------------------------- | -------------------------------------------------- | -------------------------------------------------- | ------------------------------------------------------- | -------------------------------------------------- |
| 2015                                               | CinemaCon Awards                                   | Акторський склад                                   | Джеймі Белл, Майкл Б. Джордан, Кейт Мара і Майлз Теллер | Перемога                                           |

## Дубляж українською мовою
Дублювання українською мовою зроблено студією «Postmodern». Переклад здійснено Катериною Фуртас, режисером дубляжу була Катерина Брайковська, звукорежисер — Олександр Мостовенко.
Ролі озвучили: Андрій Федінчік, Дмитро Гаврилов, Катерина Брайковська, Дмитро Сова, Роман Чорний, Кирило Нікітенко, Дмитро Вікулов, Олег Лепенець та інші.

## Виноски
1. ↑  Стилізовано як «Фантастична 4» в Україні та «Фант4стичні» (англ. Fant4stic) у США

### Виноски
1. 1 2  Fantastic Four: Release Info (англ.). Internet Movie Database. Архів оригіналу за 18 липня 2015. Процитовано 4 серпня 2015.
2. 1 2 3  Фантастична четвірка. Kino-teatr.ua. Архів оригіналу за 19 липня 2015. Процитовано 4 серпня 2015.
3. 1 2  Pamela McClintock (5 серпня 2015). Box-Office Preview: 'Fantastic Four' to Lead Jam-Packed Weekend (англ.). The Hollywood Reporter. Архів оригіналу за 7 серпня 2015. Процитовано 12 серпня 2015.
4. 1 2 3 4  Fantastic Four (англ.). Box Office Mojo. Архів оригіналу за 5 серпня 2015. Процитовано 24 серпня 2015.
5. 1 2 3 4  Fantastic Four (2015) (англ.). The Numbers. Архів оригіналу за 26 серпня 2015. Процитовано 24 серпня 2015.
6. 1 2  Fantastic Four (англ.). Internet Movie Database. Архів оригіналу за 24 серпня 2015. Процитовано 24 серпня 2015.
7. ↑  Fantastic Four (2015) (англ.). Allmovie. Архів оригіналу за 18 серпня 2015. Процитовано 4 серпня 2015.
8. 1 2  Fantastic Four (2015): Full Cast & Crew (англ.). Internet Movie Database. Архів оригіналу за 31 травня 2015. Процитовано 4 серпня 2015.
9. ↑  Fantastic Four (2015) (англ.). Rotten Tomatoes. Архів оригіналу за 9 листопада 2015. Процитовано 24 серпня 2015.
10. ↑  Fantastic Four (англ.). Metacritic. Архів оригіналу за 7 серпня 2015. Процитовано 24 серпня 2015.
11. ↑  Ali Plumb. Fantastic Four. FFS (англ.). Empire. Архів оригіналу за 13 серпня 2015. Процитовано 21 серпня 2015.
12. ↑  Fantastic Four (2015): Awards (англ.). Internet Movie Database. Архів оригіналу за 2 серпня 2015. Процитовано 4 серпня 2015.
13. ↑  Fantastic Four (англ.). Postmodern LLC. Архів оригіналу за 23 листопада 2015. Процитовано 23 листопада 2015.